# Russian Doll
Russian Doll es una serie de televisión web estadounidense de comedia, creada por Natasha Lyonne, Amy Poehler y Leslye Headland, estrenada el 1 de febrero de 2019 en Netflix. El 11 de junio de 2019, se anunció que la serie había sido renovada para una segunda temporada, estrenada el 20 de abril de 2022. Su primera temporada recibió cuatro nominaciones a los premios Primetime Emmy, incluidas a serie de comedia excepcional y a actriz principal destacada en una serie de comedia para Lyonne.

## Sinopsis
Russian Doll sigue a «una joven llamada Nadia en su viaje como invitada de honor en una fiesta aparentemente inevitable en una noche en la ciudad de Nueva York. Ella muere repetidamente en esta fiesta y solo está tratando de averiguar qué está pasando».

## Reparto y personajes

### Principales
- Natasha Lyonne como Nadia Vulvokov, una ingeniera de software que se encuentra reviviendo su fiesta de cumpleaños número 36 en un ciclo continuo en el que muere repetidamente y el proceso comienza de nuevo.
  - Brooke Timber interpreta a Nadia cuando era niña
- Greta Lee como Maxine, la amiga de Nadia, que celebra su fiesta de cumpleaños número 36
- Yul Vázquez como John Reyes (temporada 1), un agente de bienes raíces y el exnovio de Nadia que actualmente está en proceso de divorciarse de su esposa.
- Charlie Barnett como Alan Zaveri, un hombre que también está atrapado en un bucle de tiempo como Nadia.
- Elizabeth Ashley como Ruth Brenner, terapeuta y amiga cercana de la familia de Nadia y su madre.
  - Kate Jennings Grant (invitada temporada 1) y Annie Murphy (recurrente temporada 2); interpretan a una joven Ruth.
- Chloë Sevigny como Lenora Vulvokov (temporada 2; invitada temporada 1), madre de Nadia.

### Recurrentes
- Rebecca Henderson como Lizzy, una artista y amiga de Nadia y Maxine.
- Ritesh Rajan como Ferren, un amigo de Alan que trabaja en la tienda de delicatessen.
- Jeremy Lowell Bobb como Mike Kershaw, un profesor de literatura de la universidad con quien Beatrice está teniendo una aventura.
- Dascha Polanco como Beatrice, (temporada 1) la novia de Alan a quien le va a proponer matrimonio.
- Brendan Sexton III como Horse, un hombre sin hogar a quien Nadia ayuda.
- Ken Beck como paramédico.
- Burt Young como Joe, (temporada 1) un inquilino en el edificio de apartamentos de Alan.
- Sharlto Copley como Chezare "Chez" Carrera, (temporada 2) novio de Lenora en 1982.
- Irén Bordán como Vera Peschauer (temporada 2), madre de Lenora y abuela de Nadia.
  - Ilona McCrea como una joven Vera en 1944.
- Athina Papadimitriu como Delia (temporada 2), mejor amiga de Vera.
  - Franciscka Farkas como una joven Delia en 1944.
- Ephraim Sykes como Derek (temporada 2).

### Invitados
- Max Knoblauch como paramédico.
- Yoni Lotan como paramédico.
- Waris Ahluwalia como War Dog.
- David Cale como el Dr. Daniel. (temporada 1)
- Devin Ratray como cliente de delicatessen. (temporada 1)
- Stephen Adly Guirgis como Peter. (temporada 1)
- Tami Sagher como Shifra. (temporada 1)
- Jonathan Hadary como el rabino. (temporada 1)
- Lillias White como Dra. Zaveri, madre de Alan.
- Michelle Buteau como mujer con spray de pimienta. (temporada 1)
- Jocelyn Bioh como Claire. (temporada 1)
- Anoop Desai como Salim, padre de Ferran. (temporada 2)
- Danielle Perez como bibliotecaria. (temporada 2)
- Sandor Funtek como Lenny. (temporada 2)
- Carolyn Michelle Smith como Agnes, abuela de Alan. (temporada 2)
- Phillipp Droste como Lukas. (temporada 2)
- Tulian Aczel como Bruno. (temporada 2)

## Episodios
| Temporada | Temporada | Episodios | Episodios | Emisión original     | Emisión original     |
| --------- | --------- | --------- | --------- | -------------------- | -------------------- |
|           | 1         | 8         | 8         | 1 de febrero de 2019 | 1 de febrero de 2019 |
|           | 2         | 7         | 7         | 20 de abril de 2022  | 20 de abril de 2022  |

### Primera temporada (2019)
| N.º | Título                          | Dirigido por    | Escrito por                                                                            | Fecha de lanzamiento original |
| --- | ------------------------------- | --------------- | -------------------------------------------------------------------------------------- | ----------------------------- |
| 1 | «Nothing in This World Is Easy» | Leslye Headland | Historia por: Natasha Lyonne, Leslye Headland & Amy Poehler Guion por: Leslye Headland | 1 de febrero de 2019          |
| En la noche de su cumpleaños número 36, Nadia Vulvokov (Natasha Lyone) muere, solo para revivir una y otra vez durante una fiesta organizada en su honor. |                                 |                 |                                                                                        |                               |
| 2 | «The Great Escape»              | Leslye Headland | Natasha Lyonne & Amy Poehler                                                           | 1 de febrero de 2019          |
| A la mañana siguiente, Nadia intenta darle sentido a su situación actual, recurriendo desde con unos proveedores de cigarrillos israelíes hasta la ayuda psicológica de su amiga/figura materna, Ruth (Elizabeth Ashley). |                                 |                 |                                                                                        |                               |
| 3 | «A Warm Body»                   | Leslye Headland | Allison Silverman                                                                      | 1 de febrero de 2019          |
| Nadia busca una respuesta más "espiritual" a su problema con ayuda de su exnovio, John (Yul Vázquez). Su amistad con un vagabundo prepotente la lleva a un encuentro inusual durante la caída de un elevador. |                                 |                 |                                                                                        |                               |
| 4 | «Alan's Routine»                | Jamie Babbit    | Cirocco Dunlap & Leslye Headland                                                       | 1 de febrero de 2019          |
| Alan Zaveri (Charlie Barnett), un joven bastante meticuloso, sigue una rutina particular mientras revive una y otra vez el día que su relación con Beatrice terminó. Nadia, por otra parte, cree haber encontrado una pista y decide seguirla.                                                                                      |                                 |                 |                                                                                        |                               |
| 5 | «Superiority Complex»           | Jamie Babbit    | Jocelyn Bioh                                                                           | 1 de febrero de 2019          |
| Reunidos en la fiesta de cumpleaños, Nadia y Alan intentan encontrar una respuesta a lo que sucede. Nadia busca una tener una mejor relación con John y su hija y Alan se enfrenta a Mike (Jeremy Lowell Bobb), el ex profesor y amante de Beatrice (Dascha Polanco).                                                               |                                 |                 |                                                                                        |                               |
| 6 | «Reflection»                    | Jamie Babbit    | Flora Birnbaum                                                                         | 1 de febrero de 2019          |
| La primera muerte de Alan, la cual el no recuerda, podría ser la clave para resolverlo todo, ante ello, Nadia decide seguirlo en su extraña rutina mientras ambos van revelando ayudandose mutuamente a lidiar con sus problemas.                                                                                                   |                                 |                 |                                                                                        |                               |
| 7 | «The Way Out»                   | Leslye Headland | Historia por: Allison Silverman Guion por: Allison Silverman & Leslye Headland         | 1 de febrero de 2019          |
| Cuando finalmente parecen haber encontrado la respuesta a su situación, el mundo a su alrededor comienza a derrumbarse, literal y figurativamente. El pasado de Nadia con su perturbada madre vuelve para atormentarla mientras Alan intenta reencontrarse con ella. Ambos toman una medida desesperada para terminar con el bucle. |                                 |                 |                                                                                        |                               |
| 8 | «Ariadne»                       | Natasha Lyonne  | Natasha Lyonne                                                                         | 1 de febrero de 2019          |
| Cuando todo parece haber vuelto a la normalidad, Nadia y Alan resuelven sus problemas pendientes. Sin embargo, todo cambia cuando se reúnen en la tienda de Ferren (Ritesh Rajan), a partir de ese momento, tendrán que cuidar el uno del otro para evitar el comienzo del bucle.                                                   |                                 |                 |                                                                                        |                               |

### Segunda temporada (2022)
| N.º | Título               | Dirigido por   | Escrito por                                          | Fecha de lanzamiento original |
| --- | -------------------- | -------------- | ---------------------------------------------------- | ----------------------------- |
| 1 | «Nowhen»             | Natasha Lyonne | Natasha Lyonne                                       | 20 de abril de 2022           |
| A días de su cuatrigesimo cumpleaños, Nadia se enfrenta a una nueva anomalía temporal cuando termina transportada a 1982 a través del metro de Nueva York. Por otro lado, un Alan estancado en su vida amorosa sufre el mismo fenómeno pese a las advertencias de Nadia.  |                      |                |                                                      |                               |
| 2 | «Coney Island Baby»  | Alex Buono     | Allison Silverman & Zakiyyah Alexander               | 20 de abril de 2022           |
| En búsqueda de los krúggerands robados, Nadia recorre el Manhattan de los ochenta dentro del cuerpo embarazado de su madre Nora. Por otro lado, en 2022, Ruth recibe un diagnóstico preocupante.                                                                          |                      |                |                                                      |                               |
| 3 | «Brain Drain»        | Natasha Lyonne | Alice Ju & Natasha Lyonne                            | 20 de abril de 2022           |
| La estadía constante de Nadia en el cuerpo de su madre termina afectando gravemente su percepción de lo real y lo imaginario. |                      |                |                                                      |                               |
| 4 | «Station to Station» | Alex Buono     | Historia por: Lizzie Rose, Alice Ju & Natasha Lyonne | 20 de abril de 2022           |
| En Berlín, durante la década de los 60, Alan disfruta de la vida universitaria de su abuela. Por otro lado, en 2022, Nadia y Maxine realizan un viaje en busca de respuestas a Budapest.                                                                                  |                      |                |                                                      |                               |
| 5 | «Exquisite Corpse»   | Alex Buono     | Allison Silverman                                    | 20 de abril de 2022           |
| Tras despertar dentro del cuerpo de su abuela en 1944, Nadia se infiltra en un almacén del ejército rojo para recuperar su patrimonio familiar, solo para percatarse de una dura verdad durante su estadía en Nueva York de los años 60.                                  |                      |                |                                                      |                               |
| 6 | «Schrödinger's Ruth» | Alex Buono     | Cirocco Dunlap                                       | 20 de abril de 2022           |
| Tras sufrir una experiencia traúmatica, Nadia vuelve al año 2022 con una versión recién nacida de sí misma e intenta reunirse con Alan y una Ruth en estado crítico, sin embargo, su alteración en el orden del tiempo termina desatando un apocalipsis espacio-temporal. |                      |                |                                                      |                               |
| 7 | «Matryoshka»         | Natasha Lyonne | Alice Ju & Natasha Lyonne                            | 20 de abril de 2022           |
| Reunidos nuevamente en su cumpleaños número 36, Nadia y Alan intentan corregir sus errores, pero deberán dejar ir aquello que alguna vez desearon. |                      |                |                                                      |                               |

## Producción

### Desarrollo
El 20 de septiembre de 2017, se anunció que Netflix ordenó el desarrollo de la serie de 8 episodios creada por Natasha Lyonne, Amy Poehler, y Leslye Headland, quienes se espera que sean productoras ejecutivas. Headland escribió el primer episodio, y ella y Lyonne van a desempeñarse como guionistas para la serie. El 14 de diciembre de 2018, se anunció que la serie se estrenaría el 1 de febrero de 2019. El 11 de junio de 2019, Netflix renovó la serie para una segunda temporada.

### Casting
El 20 de septiembre de 2017, se confirmó que Natasha Lyonne protagonizaría la serie. El 14 de diciembre de 2018, se confirmó que Greta Lee, Yul Vázquez, Elizabeth Ashley, y Charlie Barnett se habían unido al elenco principal y que Chloë Sevigny, Dascha Polanco, Brendan Sexton III, Rebecca Henderson, Jeremy Lowell Bobb, Ritesh Rajan, y Jocelyn Bioh harían apariciones especiales.

### Rodaje
El rodaje comenzó el 22 de febrero de 2018 en la ciudad de Nueva York.

## Lanzamiento
El 9 de enero de 2019, Netflix lanzó el primer avance de la serie.  El 23 de enero de 2019, la serie tuvo su estreno oficial en el teatro Metrograph en la ciudad de Nueva York, Nueva York. Los asistentes incluyeron a la escritora de la serie Jocelyn Bioh, Taylor Schilling, Natasha Lyonne, Fred Armisen, Amy Poehler, Chloë Sevigny, Greta Lee, Dascha Polanco, Rosie O'Donnell, Danielle Brooks, Laura Prepon y David Harbour.